# Dictya pechumani
Dictya pechumani är en tvåvingeart som beskrevs av Valley 1977. Dictya pechumani ingår i släktet Dictya och familjen kärrflugor. Inga underarter finns listade i Catalogue of Life.